# Zhengzhou Open
Zhengzhou Open – żeński turniej tenisowy kategorii WTA 500 zaliczany do cyklu WTA Tour, rozgrywany na twardych kortach w chińskim Zhengzhou w sezonie 2019 i ponownie w 2023 roku. W latach 2017–2018 rozgrywany był turniej rangi WTA 125K series, natomiast w latach 2014–2016 rozgrywany był turniej rangi ITF.

## Mecze finałowe

### Gra pojedyncza kobiet
| Rok                 | Zwyciężczyni                                 | Finalistka                                   | Wynik                                        |
| 2023                | Zheng Qinwen                                 | Barbora Krejčíková                           | 2:6, 6:2, 6:4                                |
| ↑ WTA 500 ↑         |                                              |                                              |                                              |
| 2022                | Turniej zawieszony                           | Turniej zawieszony                           | Turniej zawieszony                           |
| 2020–2021           | Turniej anulowano z powodu pandemii COVID-19 | Turniej anulowano z powodu pandemii COVID-19 | Turniej anulowano z powodu pandemii COVID-19 |
| 2019                | Karolína Plíšková                            | Petra Martić                                 | 6:3, 6:2                                     |
| ↑ WTA Premier ↑     |                                              |                                              |                                              |
| 2018                | Zheng Saisai                                 | Wang Yafan                                   | 5:7, 6:2, 6:1                                |
| 2017                | Wang Qiang                                   | Peng Shuai                                   | 3:6, 7:6(3), 1:1 krecz                       |
| ↑ WTA 125K series ↑ |                                              |                                              |                                              |
| 2016                | Anastasija Piwowarowa                        | Lu Jingjing                                  | 6:4, 6:4                                     |
| 2015                | Wang Yafan                                   | Duan Yingying                                | 6:4, 6:4                                     |
| 2014                | Zhang Kailin                                 | Xu Yifan                                     | 7:5, 6:4                                     |
| ↑ ITF ↑             |                                              |                                              |                                              |

### Gra podwójna kobiet
| Rok                 | Zwyciężczynie                                | Finalistki                                   | Wynik                                        |
| 2023                | Gabriela Dabrowski Erin Routliffe            | Shūko Aoyama Ena Shibahara                   | 6:2, 6:4                                     |
| ↑ WTA 500 ↑         |                                              |                                              |                                              |
| 2022                | Turniej zawieszony                           | Turniej zawieszony                           | Turniej zawieszony                           |
| 2020–2021           | Turniej anulowano z powodu pandemii COVID-19 | Turniej anulowano z powodu pandemii COVID-19 | Turniej anulowano z powodu pandemii COVID-19 |
| 2019                | Nicole Melichar Květa Peschke                | Yanina Wickmayer Tamara Zidanšek             | 6:1, 7:6(2)                                  |
| ↑ WTA Premier ↑     |                                              |                                              |                                              |
| 2018                | Duan Yingying Wang Yafan                     | Naomi Broady Yanina Wickmayer                | 7:6(5), 6:3                                  |
| 2017                | Han Xinyun Zhu Lin                           | Jacqueline Cako Julja Gluszko                | 7:5, 6:1                                     |
| ↑ WTA 125K series ↑ |                                              |                                              |                                              |
| 2016                | Xun Fangying You Xiaodi                      | Akgul Amanmuradova Michaela Hončová          | 1:6, 6:2, 10–7                               |
| 2015                | Han Na-lae Jang Su-jeong                     | Liu Chang Zhang Ling                         | 6:0, 6:3                                     |
| 2014                | Chan Chin-wei Liang Chen                     | Han Xinyun Zhang Kailin                      | 6:3, 6:3                                     |
| ↑ ITF ↑             |                                              |                                              |                                              |